# Spherillo tsukamotoi
Spherillo tsukamotoi is een pissebed uit de familie Armadillidae. De wetenschappelijke naam van de soort is voor het eerst geldig gepubliceerd in 2005 door Nunomura.